# Seebach (Stadt Zürich)
Seebach ist ein Quartier der Stadt Zürich. Die ehemals selbständige Gemeinde Seebach wurde 1934 eingemeindet und bildet heute zusammen mit Affoltern und Oerlikon den Kreis 11.

## Wappen
Blasonierung
In Rot ein silberner Schrägfluss mit einem aus dem Schildfuss mündenden Bach, begleitet von drei goldenen Sternen
Das Wappen stellt den Katzenbach dar, welcher in den grösseren Leutschenbach mündet. Die drei goldenen Sterne weisen auf die ehemaligen Grundherren Seebachs hin: der Stift Grossmünster, das Kloster Wettingen und die Herren von Kyburg.

## Geschichte

Seebach im Jahr 1947: Luftbild von Werner Friedli

Der Name Seebach wurde erstmals im Jahr 1212 urkundlich erwähnt. Jedoch gibt es Funde aus dem 6. Jahrhundert v. Chr., so dass das frühere Dorf zweifelsfrei älter sein dürfte. Der Katzenbach, der früher Seebach hiess, trennte das südliche Oberdorf am Hang des Buhnhügels vom zweiten Dorfteil, dem Ausserdorf. Im 15. Jahrhundert zählte das Dorf etwa 55 Einwohner, Ende des 18. Jahrhunderts 500.
1877 baute die Schweizerische Nationalbahn (SNB) eine Eisenbahnlinie durch das Furttal mit einer Station in Seebach. Doch die Bahngesellschaft ging kurz darauf in Konkurs, da die Linienführung nicht in die grossen Zentren führte und damit keine grosse Bedeutung für den Personenverkehr erlangen konnte. Erfolgreicher war die Strassenbahn Zürich–Oerlikon–Seebach, die 1897 gebaut wurde.
Von 1928 bis etwa 1930 hatte Seebach einen eigenen Zoo.
1935 wurde die katholische Kirche Maria Lourdes erbaut. Im Zweiten Weltkrieg war Paul Vogt in Seebach als reformierter Pfarrer und Flüchtlingshelfer tätig. Die 1943 gegründete Wohnbaugenossenschaft des SVEA errichtete bezahlbaren Wohnraum im Quartier.

### Eingemeindung

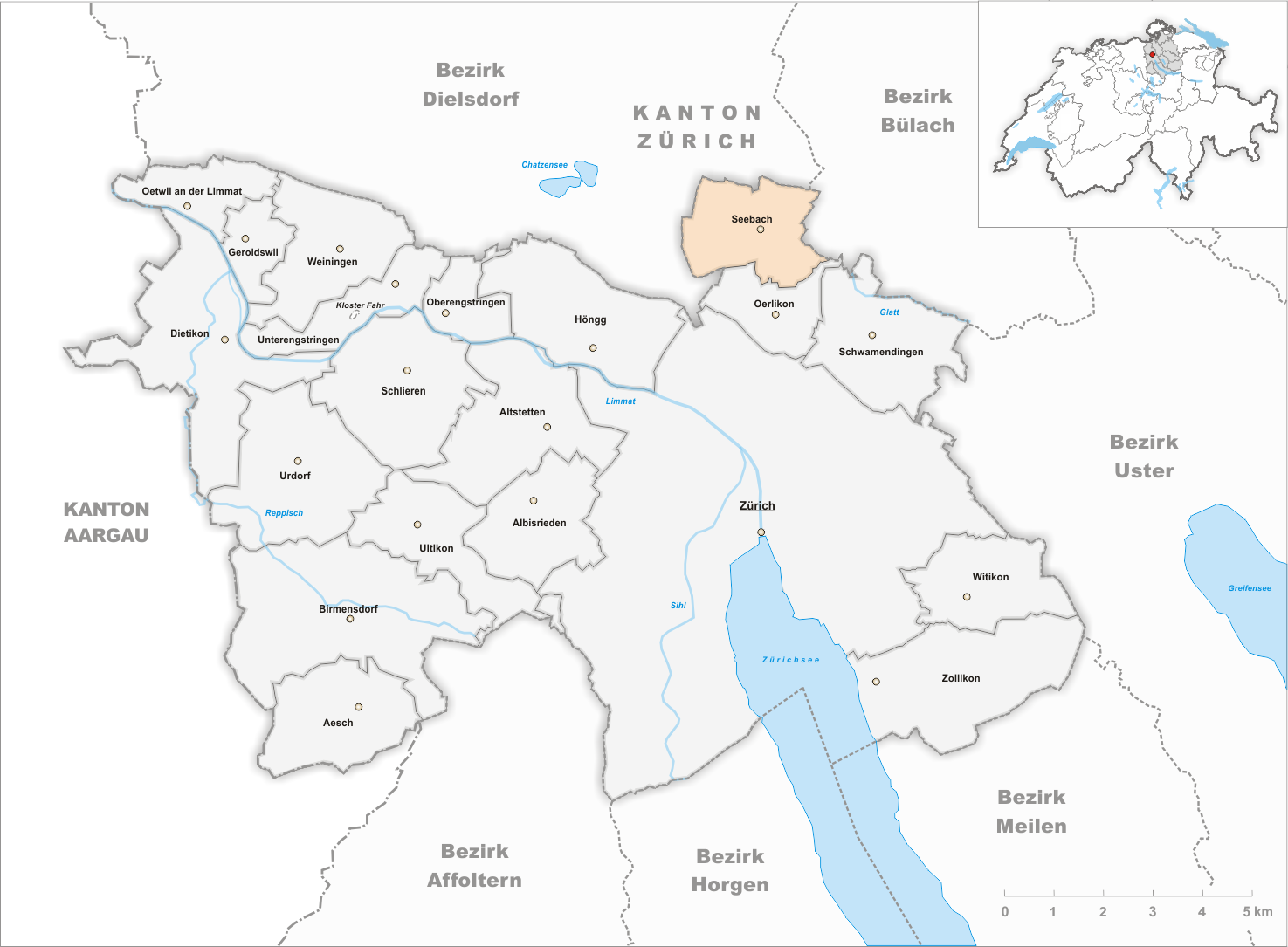
Die Gemeinde innerhalb des Bezirks Zürich vor der Eingemeindung 1934

1934 wurde Seebach – zusammen mit Oerlikon, Affoltern, Schwamendingen, Witikon, Höngg, Altstetten und Albisrieden – in Zürich eingemeindet.

## Bevölkerungsentwicklung des Quartiers
Quelle: Statistik & Daten: Seebach

## Ortsgliederung

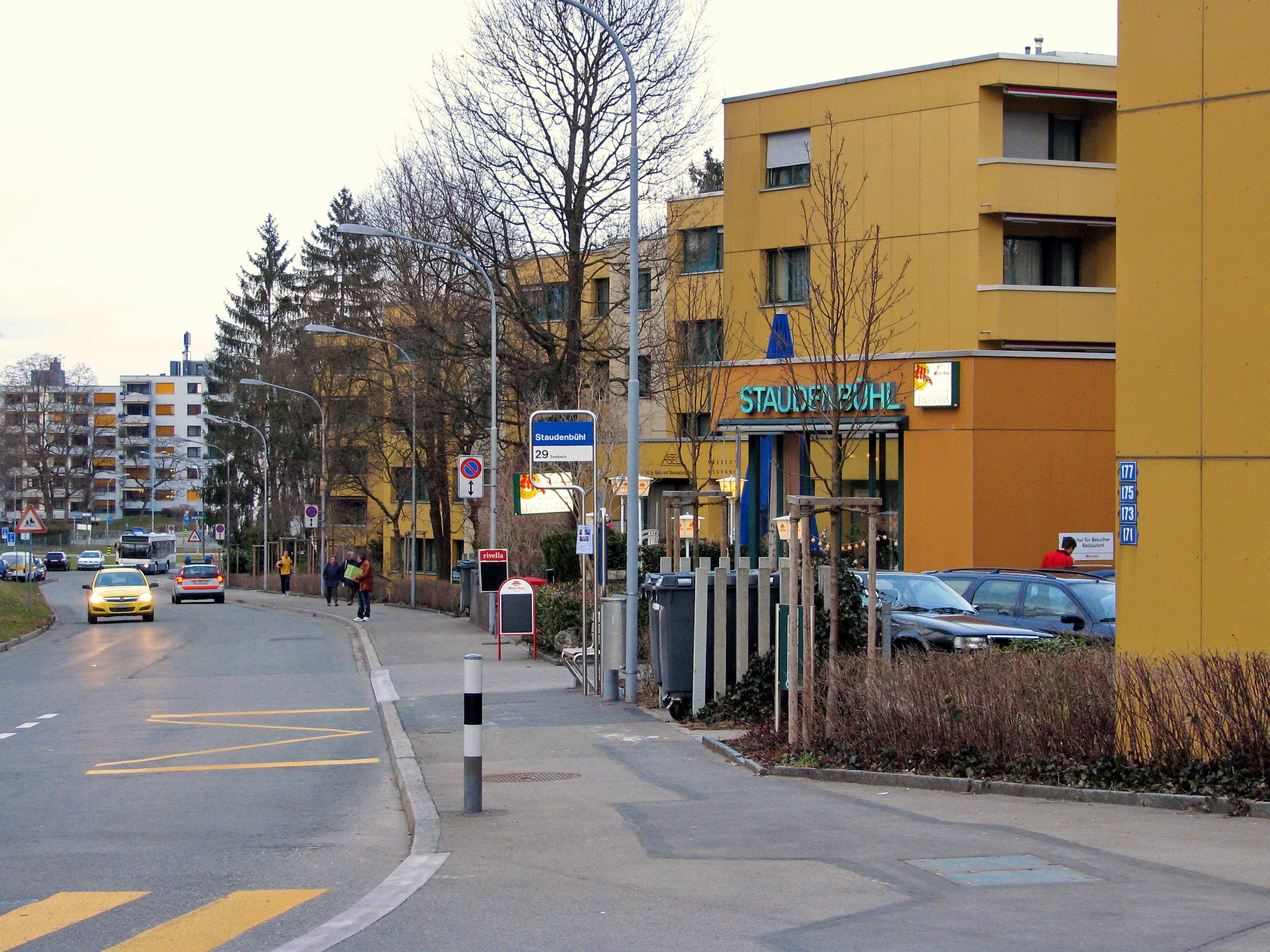
Staudenbühl im Süden von Seebach

Seebach grenzt südlich an die Quartiere Oerlikon und Affoltern, östlich an das Quartier Schwamendingen, nördlich an die Gemeinden Opfikon und Rümlang.
Die Schaffhauser-, die Glattal-, die Seebacher- und die Thurgauerstrasse sind die eigentlichen Hauptverkehrsachsen. Der Seebacherplatz bildet das Zentrum des Stadtteils.
Der Bahnhof Seebach wird von der Linie S6 der S-Bahn Zürich bedient. Die Bahnlinie führt vom Bahnhof Oerlikon aus in einer 50-Grad-Kurve nach Seebach und von dort aus weiter in Richtung Affoltern–Regensdorf.
Die Industrie- und Gewerbezone ist vorwiegend östlich der Schaffhauserstrasse, während westlich die Wohnquartiere und Grünflächen von Seebach zu finden sind. So sind unter anderem an der Schaffhauserstrasse RUAG Space (ehemals Oerlikon-Contraves), entlang der Thurgauerstrasse das Airgate-Center, der Sunrise Tower, das Oerlikerhus und am Leutschenbach das Studio des Schweizer Fernsehens beheimatet. Der Quartierteil Leutschenbach östlich des Bahndamms  erlebt seit 1990 einen Aufschwung durch neue Gewerbe- und Wohnliegenschaften.

## Kirchen und Friedhof

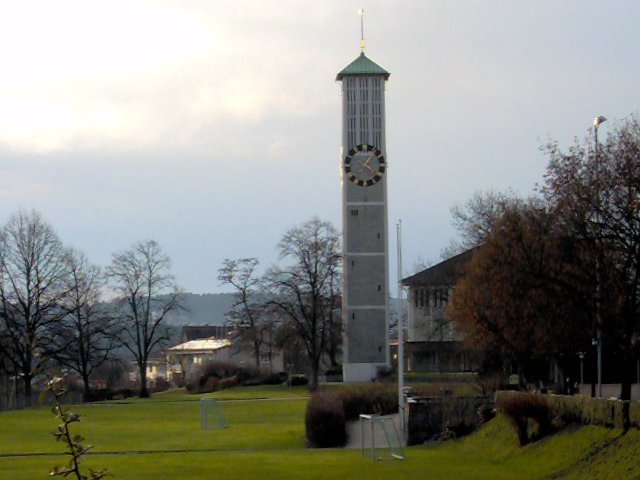
Reformierte Kirche auf dem Buhnhügel

Die evangelisch-reformierte Kirche besitzt in Seebach zwei Kirchen:
- die Nikolauskirche (Baujahr 1664), welche an der Ecke Seebacherstrasse/Buhnrain zu finden ist und auf Fundamenten zweier Vorgängerbauten vermutlich aus dem 12. und 14./15. Jahrhundert steht,
- und die Markuskirche (Baujahr 1948, Architekt Albert Heinrich Steiner), die etwas erhöht am Buhnhügel liegt und mit dem 35 Meter hohen, freistehenden Glockenturm gut sichtbar ist.

Die römisch-katholische Kirche ist in Seebach mit der Kirchgemeinde Maria Lourdes vertreten:
- Die Kirche Maria Lourdes liegt an der Seebacherstrasse und wurde in den Jahren 1933–1935 vom Architekten Fritz Metzger errichtet. Die an die Kirche Maria Lourdes angebaute Kapelle mit einer Nachbildung der Lourdesgrotte ist der Marienwallfahrtsort der Stadt Zürich.

Die Gemeinde Zürich-Seebach der Neuapostolischen Kirche besitzt eine 1965–1966 erbaute Kirche, die an der Hertensteinstrasse liegt.
Im Jahr 1903 wurde als Ersatz für den überlasteten Kirchhof bei der Nikolauskirche der Friedhof In der Heu errichtet, der heute unter dem Namen Friedhof Schwandenholz als einer der 26 Zürcher Friedhöfe weiter besteht. Als Besonderheit besitzt der Friedhof Reserveflächen für einen Katastrophenfall in der Stadt.

## Verkehr

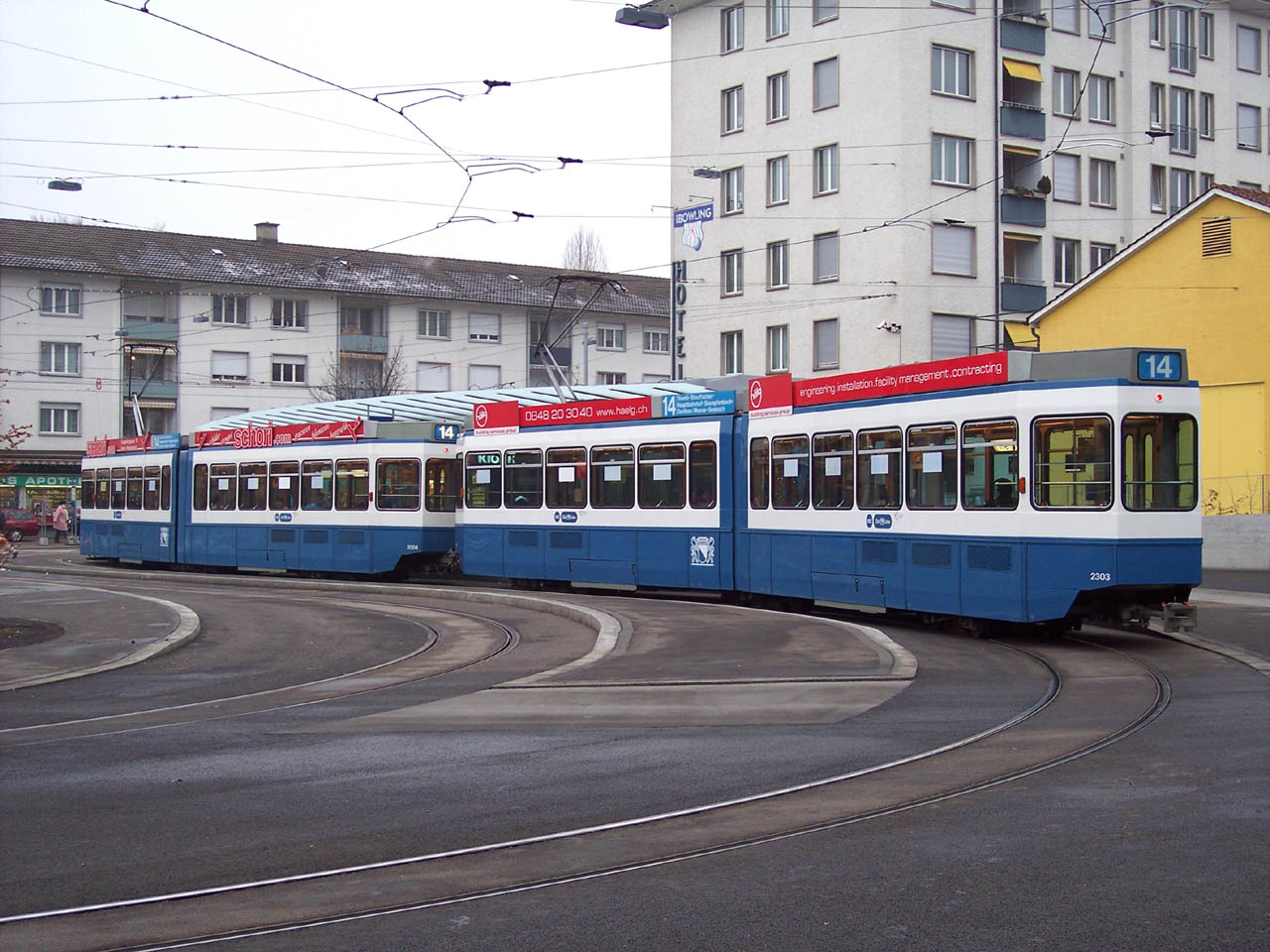
VBZ Be 4/6 (Tram 2000), Endstation Seebach

Seebach verfügt über einen Autobahnanschluss, an die A1/A4 und ein gut ausgebautes öffentliches Verkehrsnetz.

### Öffentlicher Verkehr
Seebach wird durch die Tramlinie 14 mit Oerlikon und weiter in die Zürcher Innenstadt verbunden. Seit dem 10. Dezember 2006 fährt die vom Hallenstadion verlängerte Tramlinie 11 durch die Thurgauerstrasse nach Auzelg im Kreis 12, die dabei befahrene Strecke gehört zur ersten Etappe des Infrastrukturprojekts Glatttalbahn.
Durch die Buslinie 768 wird Seebach auf der einen Seite direkt mit dem Bahnhof Oerlikon verbunden, andererseits mit den nördlichen Gemeinden Opfikon und Kloten sowie mit dem Flughafen Zürich. Die Buslinie 742 verbindet Seebach mit der nördlichen Nachbargemeinde Rümlang. Die Buslinien 40 und 75 bilden das Rückgrat der Feinerschliessung innerhalb Seebachs. Freitag- und Samstagnacht verkehren die Nachtbuslinien N5 und N10: Der N5 fährt gleich wie die Linie 75 nach Oerlikon, währenddem die Linie N10 weiter Richtung Opfikon und Kloten bzw. über Oerlikon zum Hauptbahnhof fährt.
Seit 1990 verkehren auf der ehemaligen Nationalbahnstrecke Züge der S-Bahn Zürich direkt bis zum Hauptbahnhof. Die S6 verkehrt heute alle 30 Minuten von Uetikon und Zürich HB über Seebach und Regensdorf weiter durch das Furttal bis nach Baden.

## Persönlichkeiten

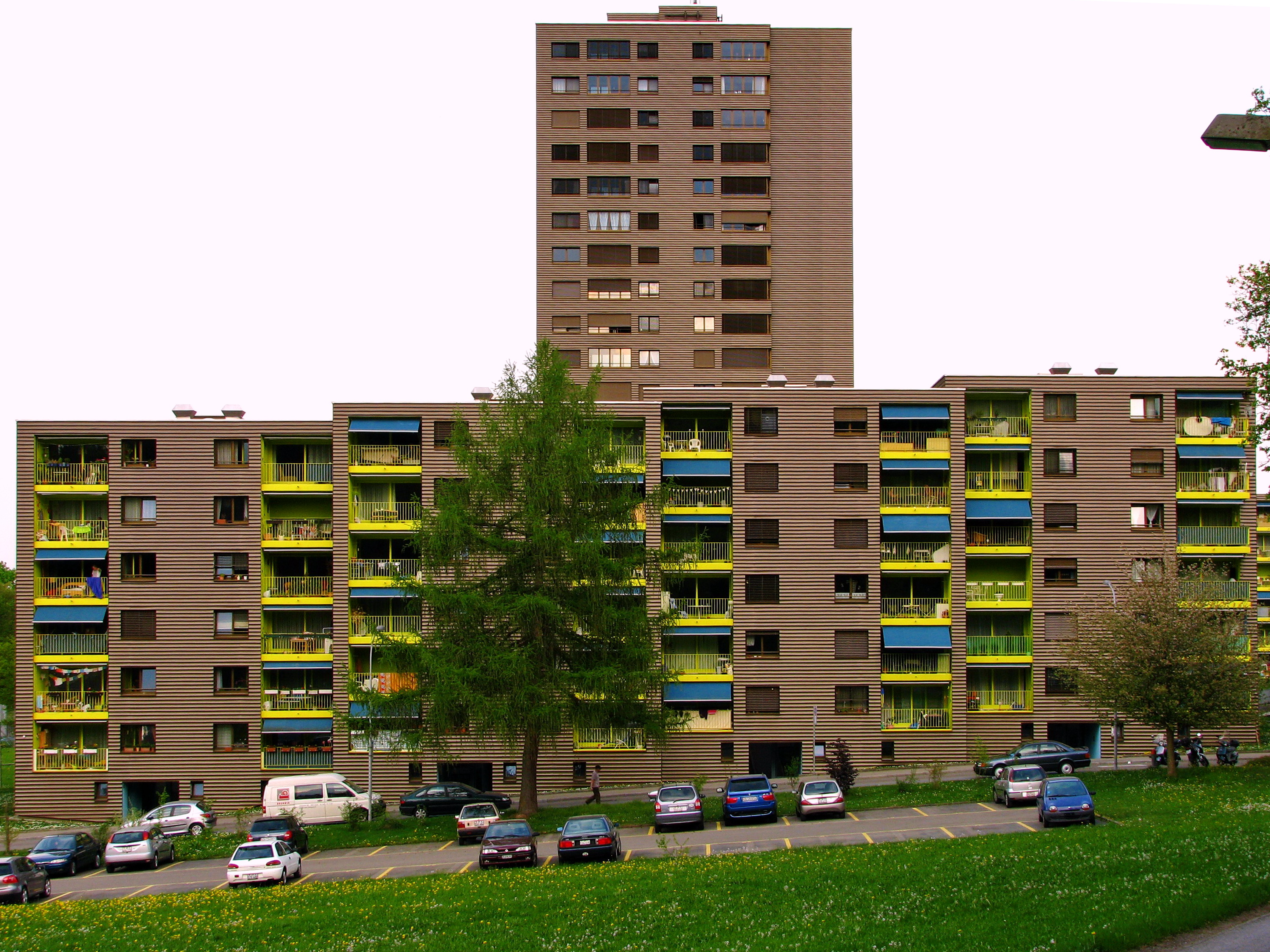
Wohnquartier Schwandenholz im Westen, Richtung Affoltern

- Heinrich Abegg (1904–1984), Politiker (SP)
- Hartmuth Attenhofer, Präsident des Zürcher Kantonsrats 2006–2007
- Bruno Ganz (1941–2019), Schauspieler, geboren und aufgewachsen in Seebach
- Hansruedi Giger (1940–2014), Maler, bildender Künstler und Oscarpreisträger, lebte und arbeitete in Seebach
- Johann Caspar Sieber (1821–1878), Pädagoge, Sozialreformer und Politiker
- Hans Trudel (1881–1958), Bildhauer, Maler und Holzschneider
- Monika Weber (* 1943), ehemalige Stadträtin (parteilos)
- Kurt Wirth, Präsident des Zürcher Gemeinderates und des Quartiervereins Seebach

## Sehenswürdigkeiten
- Friesstrasse, die im Volksmund "Balkan-Ausgangsmeile" von Zürich genannt wird und im Tages-Anzeiger vom 28. Januar 2013 als "Little Istanbul" bezeichnet wurde, zieht mit ihren Shisha-Lounges und Kebab-Buden unzählige Besucher aus der ganzen Schweiz an.
- Freibad Seebach

## Literatur

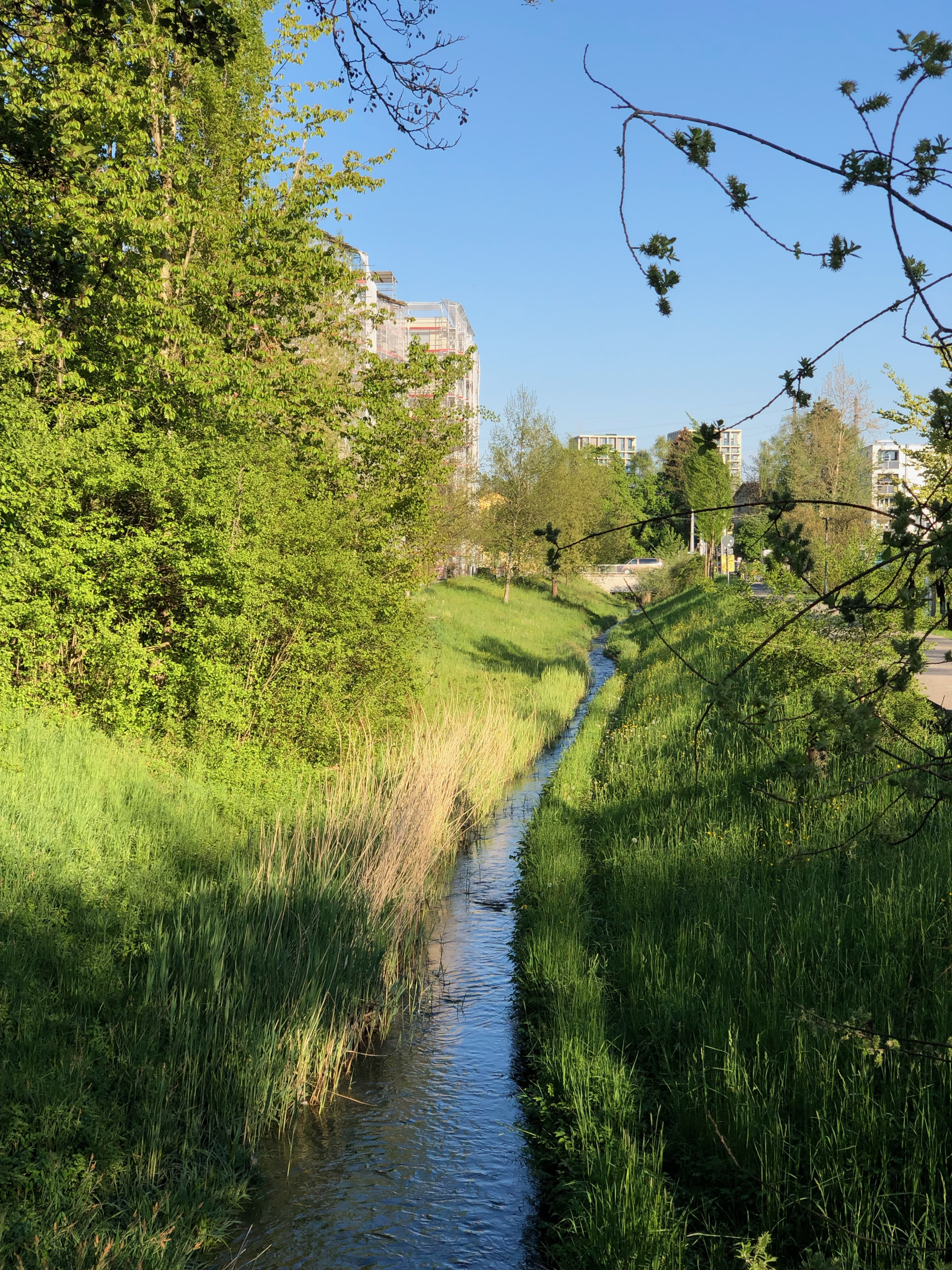
Katzenbach bei Zürich-Seebach, Schweiz, in der Mai-Abendsonne